# قوشچی آیرم
قوشچی آیرُم (به لاتین: Quşçu Ayrım) یک منطقه مسکونی در جمهوری آذربایجان است که در شهرستان قزاق وارد شده است. پسوند آیرم اشاره به حضور آیروملوها که در نزدیکی این ناحیه در زمان قدیم می‌زیستند دارد. این ناحیه هم‌اکنون در کنترل ارمنستان است.